# Общество живописцев
Общество живописцев (ОЖ) — одно из творческих объединений ленинградских художников, существовавшее в 1928—1930 годах.

## Создание общества
Общество живописцев возникло в 1928 г. на базе ленинградской выставочной группы «Шестнадцать», названной по числу художников выставки, организованной в 1922 году, и отчасти продолжавшей традиции распавшегося в 1924 году «Мира искусства». 13 марта 1928 года на экстренном заседании группы было решено начать организационную работу по созданию нового общества в противовес существующим художественным группировкам.
Учредительное собрание Общества состоялось 16 апреля 1928 года. На нём присутствовали: В. П. Белкин, М. П. Бобышов, И. И. Бродский, Н. И. Дормидонтов, П. А. Мансуров, В. Н. Мешков, Д. И. Митрохин, А. П. Остроумова-Лебедева, С. А. Павлов, Н. Э. Радлов, П. И. Соколов, Р. Р. Френц, Н. К. Шведе-Радлова. Председатель — Н. Э. Радлов, секретарь — П. И. Соколов. Собрание приняло название организации — «Общество живописцев», сокращенно «ОЖ»; утвердило проект Устава общества и его Декларацию.
Организационный процесс создания Общества живописцев завершился в сентябре 1929 года, когда административный отдел Облисполкома и Ленсовета утвердил типовой устав ОЖ (принятый для всех обществ). Собрания вновь организованного общества обычно проходили в помещении «Общества им. Куинджи» (ул. Гоголя, 17), там же размещалось и его Правление.

## Программа
В центр идейной платформы ОЖ была выдвинута проблема «художественного натурализма», разработанная в статьях Н. Э. Радлова. Ещё на стадии работы по созданию Общества, 18 марта 1928 года, подготовительная комиссия, в которую, помимо Радлова, вошли В. П. Белкин, И. И. Бродский, С. А. Павлов и П. И. Соколов, сформулировала главное направление размежевания нового художественного объединения с уже существующими обществами:

«Характеризуя существующие в Ленинграде Об-ва художников „Об-во им. Куинджи“, „Община художников“, Об-во „Круг“, „Об-во Индивидуалистов“, как объединения либо случайные по своему составу, разнородные и неясные в смысле живописной культуры, либо невысокопрофессиональные и неответственные в развитии художественных традиций непосредственного, живописного восприятия, организованная комиссия считает единственно своевременным, жизненным и необходимым создание профессионального объединения художников на основе развития традиции художественного натурализма, противопоставленного реализму, как понятию отвлечённой художественной мысли (идущей от эстетизма и консервации приёма до общественной объективности, публицистики — псевдодокументализма).
<…> Комиссия считает, что жизненность нового Общества зависит от твёрдой опоры принципа развития традиции художественного натурализма на мастерство и школу».
Понятие «художественный натурализм» для Н. Э. Радлова и его соратников фактически являлось синонимом реализма. Но, используя этот термин, они противопоставляли его «тому узкому пониманию реализма, которого, в частности, придерживались художники АХРРа». Понятие натурализма было развито в принятой 16 апреля 1928 года Декларации:

«Признавая натурализм основным моментом в процессе художественного творчества, мы рассматриваем неоформленный, сырой натурализм современных „правых“ течений лишь как одну из первых ступеней художественного обучения. Натурализм, как метод, но не как принцип мировоззрения, является для нас лишь исходным моментом для решения вопросов пространственного восприятия и живописной культуры».— Декларация Общества живописцев.

## Состав и структура
Согласно уставу членами-учредителями ОЖ стали: Н. Э. Радлов — председатель, П. И. Соколов, И. И. Бродский, В. П. Белкин, М. П. Бобышов, К. И. Рудаков, Н. К. Шведе-Радлова, С. А. Павлов, Д. И. Митрохин, Н. И. Дормидонтов.
9 октября 1929 года на общем собрании ОЖ членами общества были утверждены: Л. Г. Бродаты, В. И. Викулов, В. Д. Замирайло, Н. И. Ионин, В. М. Конашевич, Е. Е. Лансере, В. Н. Мешков, Н. И. Нерадовский, К. И. Рудаков, А. Н. Самохвалов, В. М. Ходасевич, М. П. Зандин. Председателем был избран Н. Э. Радлов, секретарём — В. П. Белкин. Член Правления — Н. И. Дормидонтов, зам. председателя — М. П. Бобышов, казначей — И. И. Бродский, кандидаты: С. А. Павлов, А. П. Остроумова-Лебедева, ревизионная комиссия: Л. Т. Чупятов, В. А. Гринберг, Р. Р. Френц.

## Деятельность
В проекте Устава были определены направления деятельности ОЖ:
- проведение выставок из произведений его членов, а также художников, приглашённых со стороны;
- организация публичных лекций;
- формирование собрания художественных произведений и библиотеки по своей специальности;
- выпуск повременных и периодических изданий, популяризирующих произведения и идеи изоискусства[3].

Ключевой темой многочисленных заседаний Правления стал вопрос об устройстве выставки Общества живописцев. Но сроки её проведения постепенно отодвигались — с февраля 1929 года на январь 1930-го. Сначала предполагалось устроить выставку в Академии художеств, затем в одном из Домов культуры, наконец, в Центральном Доме Искусств (где в 1926—1932 годах проходили собрания конкурирующего объединения «Круг художников»). Однако помещение под выставку получить так и не удалось, и существенного практического результата деятельность Общества живописцев не имела.
В июне 1930 года «Красная газета» опубликовала обращение «К товарищам художникам!», подписанное художниками, членами ОЖ — И. Бродским, С. Павловым, Л. Чупятовым, Н. Дормидонтовым и Н. Радловым. В обращении признавалось, что «в настоящих условиях дальнейшее существование обществ: имени Куинджи, Общины, Индивидуалистов и ОЖ нецелесообразно. На очереди стоит вопрос о том, чтобы, объединив всё общественно и художественно ценное, что входило в названные общества, создать единую художественную организацию…». Вслед за этим летом 1930 года Общество живописцев объединилось с «Общиной художников», «Обществом имени А. И. Куинджи» и «Обществом художников-индивидуалистов» в общество «Цех художников» (1930—1932).